# سید حسین صفایی
سیدحسین صفائی (زادهٔ ۱۳۱۲ در قزوین) حقوقدان، فقیه، نویسنده، مترجم و استاد دانشگاه ایرانی است. وی عضو پیوسته فرهنگستان علوم است و ریاست شاخه حقوق این فرهنگستان را بر عهده دارد. وی سابقه ریاست دانشکدهٔ حقوق و علوم سیاسی دانشگاه تهران را نیز در کارنامه دارد. صفایی هم‌اکنون سردبیر فصلنامه علمی تخصصی دانشنامه‌های حقوقی نیز است. وی یکی از برگزیدگان سومین دوره جایزه علمی علامه طباطبایی بنیاد ملی نخبگان در سال ۱۳۹۲ می‌باشند. همچنین در سال ۱۴۰۲ در کنار ۱۱ چهره برجسته علمی کشور، موفق به دریافت نخستین «نشان عالی دانش» گردید. این نشان که یک نشان ویژه و مشترک بین دو دانشگاه تهران و علوم پزشکی تهران است به دانشمندان و استادانی که دارای مرجعیت علمی باشند اعطا می‌شود. بسیاری از کتاب‌های دکتر صفایی از منابع درسی دانشجویان رشته حقوق در مقاطع مختلف بوده و بارها تجدید چاپ شده است.

## زندگی
وی بعد از طی دوره‌های ابتدایی و متوسطه در همان شهر، به تحصیل علوم دینی در حوزه علمیه قزوین پرداخت سپس به تهران آمد و به دانشکدهٔ الهیات دانشگاه تهران رفت. در سال ۱۳۳۲ مقطع کارشناسی را به اتمام رساند و بلافاصله در دانشکدهٔ حقوق و علوم سیاسی دانشگاه تهران پذیرفته شد و لیسانس قضایی را با اخذ رتبهٔ اول دریافت کرد. سپس برای اخذ دکتری به فرانسه رفت و در آنجا تحت نظر رنه داوید از رساله دکتری خود دفاع کرد. وی در فرانسه موفق به اخذ مدرک دکتری دولتی حقوق خصوصی (که معتبرترین مدرک دکتری حقوق فرانسه است)، از دانشگاه پاریس (سوربن) شد. همچنین رساله دکتری ایشان موفق به کسب جایزه معتبر حقوق در فرانسه (موسوم به جایزه لویی میو) گردید. این رساله سپس با هزینه کشور فرانسه، توسط انتشارات معتبر دالوز همراه با دیباچه و تاییدیه بزرگ‌ترین استاد حقوق خصوصی و تطبیقی جهان، پروفسور رنه داوید به چاپ رسید. صفایی پس از مراجعه به ایران از سال ۱۳۴۴ به عنوان عضو هیئت علمی دانشکدهٔ حقوق و علوم سیاسی دانشگاه تهران مشغول شد و از سال ۱۳۵۲ به عنوان استاد این دانشکده به خدمت مشغول شد. وی همچنین استاد تمام بازنشستهٔ دانشگاه تهران و نیز هم‌اکنون استاد پاره‌وقت دانشگاه آزاد اسلامی واحد علوم و تحقیقات تهران است.
صفایی قبل از انقلاب چندین سال معاون دانشکده حقوق و علوم سیاسی دانشگاه تهران بود و از سال ۶۷ تا ۷۱ ریاست این دانشکده را بر عهده داشت. وی به مدت ۱۰ سال نیز مسئولیت مؤسسه حقوق تطبیقی دانشگاه تهران را داشت.
 وی همچنین دبیر علمی «همایش ملی تجلیل از مقام علمی دکتر جعفری لنگرودی» بود.
صفایی در کنار سید حسن امامی، محمدجعفر جعفری لنگرودی، امیرناصر کاتوزیان، و مهدی شهیدی، جزو استادان بزرگ و صاحب سبک در حقوق مدنی است.
کتاب حقوق خانواده با همکاری اسدالله امامی برنده جایز کتاب سال گردیده‌است و تاکنون بارها تجدید چاپ شده‌است.
همچنین کتاب (حقوق اشخاص و محجورین) با همکاری سید مرتضی قاسم‌زاده نیز برنده جایزه کتاب سال شده و تاکنون بارها تجدید چاپ شده‌است.
سبک نوشتن صفایی، ساده است و در عین استدلالی و تحلیلی و عمیق بودن، بسیار روان است. به گفته محمدجعفر جعفری لنگرودی: صفایی دانشمندی برجسته است و نثر روان او، الگوی نثر حقوقی به زبان فارسی است و ناصر کاتوزیان، صفایی را حقوقدانی منطقی توصیف کرده که دارای قلم خیلی خوب است. همچنین، دکتر حسنعلی درودیان، صفایی را قافله‌سالار حقوق ایران توصیف کرده و نثر او را مانند نثر سعدی (شاعر بلندآوازه ایرانی)، سهل و ممتنع می‌داند.
کتاب «حقوق مدنی پیشرفته، جلد نخست: تضمین‌های دین» اثر مشترک دکتر سیدحسین صفایی و دکتر محمدهادی جواهرکلام که توسط شرکت سهامی انتشار در سال ۱۳۹۹ به چاپ رسیده‌است، با سبکی نو و تحلیل مبانی فقهی و حقوقیِ عقد رهن و عقد ضمان و پرداختن وسیع به رویه قضایی در این زمینه و ارائه دیدگاه‌های تازه و تحلیل‌های بنیادین، نگاه بسیاری از استادان حقوق، قضات و پژوهشگران را به خود خیره کرده و مورد استقبال گسترده جامعه حقوقی قرار گرفته‌است.
کتاب حقوق مدنی: مسئولیت مدنی محجورین (مطالعه‌ای حقوقی، فلسفی و تطبیقی)، اثر مشترک دکتر سید حسین صفایی و دکتر علیرضا آبین می‌باشد، که توسط شرکت سهامی انتشار، در آبان ماه سال ۱۴۰۱ به چاپ رسیده‌است. این اثر در عداد کتب پیشرفته و تفصیلی حقوق مدنی قرار می‌گیرد و در آن تلاش شده تا با مطالعه‌ای عمیق و مفصل در حقوق داخلی و تطبیقی و استناد به آرای قضایی متنوع و جدید داخلی و خارجی، به بحث حساس و دشوار مسئولیت مدنی محجورین پرداخته شود. از ویژگی‌های دیگر این اثر، مطالعه فلسفی حقوق است که به آن چهره‌ای ممتاز داده‌است. همچنین مؤلفان در این کتاب دیدگاه‌هایی نو و کارآمد عرضه داشته‌اند که یکی از مهم‌ترین آنها، ارائه نظریه‌ای عمومی و جدید در حقوق مدنی است که از آن به نظریه عمومی مختلط (نوعی نسبی) یاد کرده‌اند.
صفایی در زمینه ترجمه نیز فعال بوده‌است. از جمله مهم‌ترین آن‌ها کتاب نظام‌های بزرگ حقوقی معاصر تألیف رنه دیوید است که با همکاری محمد آشوری و عزت‌الله عراقی به فارسی ترجمه شد. مرکز نشر دانشگاهی این کتاب را به چاپ رسانده‌است.

ترجمه کتاب مبانی و اصول مسئولیت مدنی از دیدگاه حقوق تطبیقی تألیف آندره تنک، دیگر اثر صفایی است که با همکاری دکتر سید احسان حسینی به فارسی ترجمه و منتشر گردیده‌است. این کتاب که در واقع ترجمه بخشی از جلد یازدهم دایرﺓالمعارف بین‌المللی حقوق تطبیقی است به مباحث عمیق فلسفی و مبانی مسئولیت مدنی پرداخته شده‌است. شرکت سهامی انتشار این کتاب را منتشر کرده‌است. 

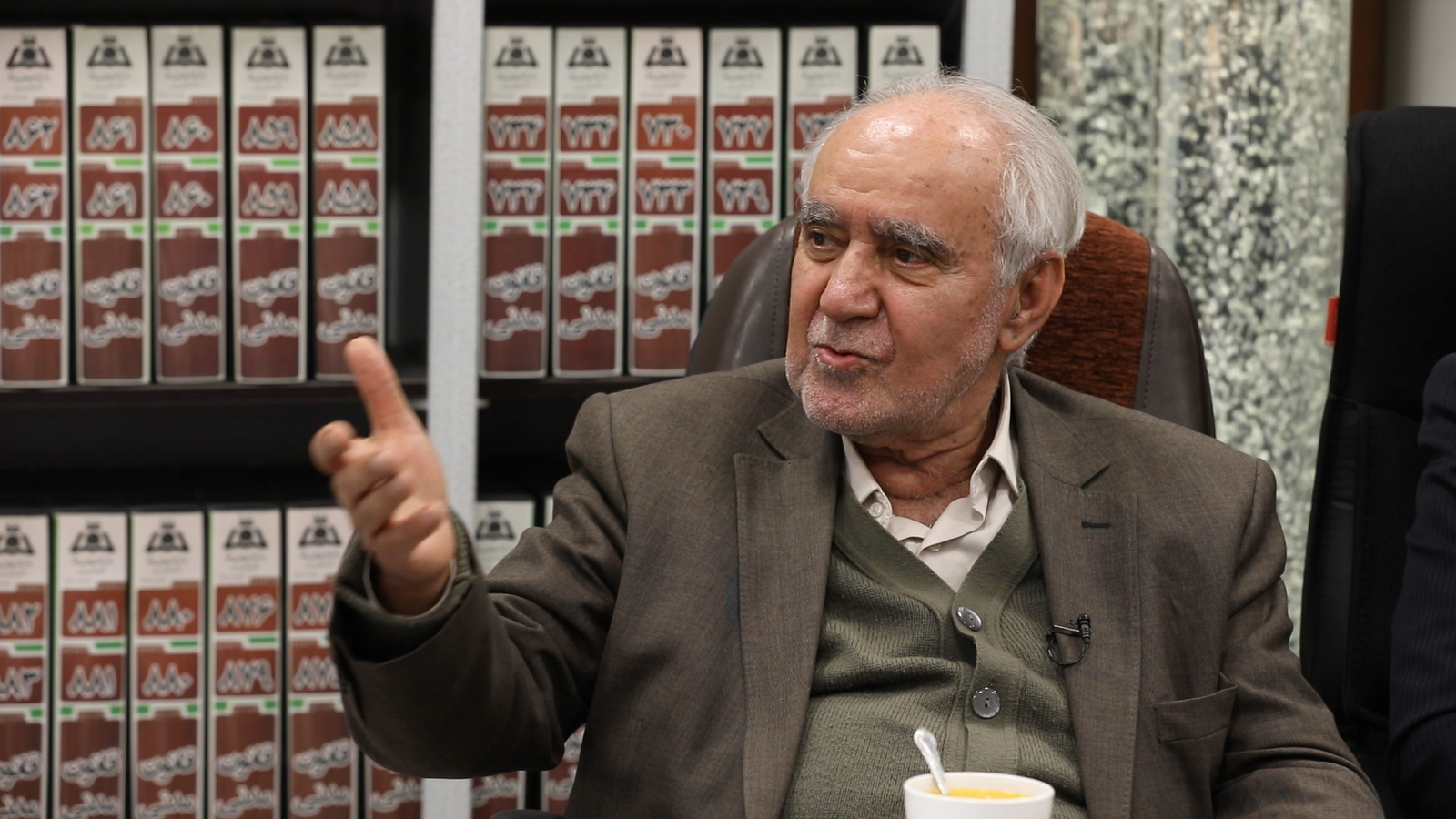
سیدحسین صفایی در پژوهشکده حقوق و قانون ایران

### تألیفات
- حمایت از محجورین در حقوق تطبیقی LA PROTECTION DES INCAPABLES (به زبان فرانسه)
- حقوق مدنی (جلد اول، حقوق اشخاص و اموال،انتشارات میزان، ۱۳۹۲)
- حقوق مدنی (جلد دوم، قواعد عمومی قرار دادها،انتشارات میزان، ۱۳۹۴)
- حقوق خانواده (در دو جلد، با همکاری اسدالله امامی، ۱۳۷۰) این کتاب برنده جایزه بهترین کتاب سال شد.
- مختصر حقوق خانواده (با همکاری اسدالله امامی، نشر میزان، ۱۳۹۵)
- حقوق اشخاص و حمایت از محجورین (با همکاری مرتضی قاسم‌زاده، انتشارات سمت)
- مسئولیت مدنی: الزامات خارج از قرارداد (با همکاری حبیب‌الله رحیمی، انتشارات سمت)
- مسئولیت مدنی تطبیقی (با همکاری حبیب‌الله رحیمی، انتشارات شهردانش، ۱۳۹۷)
- حقوق مدنی وصیت، ارث، شفعه (با همکاری دکتر محمدهادی جواهرکلام، انتشارات شرکت سهامی انتشار، چاپ دوم، ۱۳۹۹)
- حقوق مدنی پیشرفته (با همکاری دکتر محمدهادی جواهر کلام، مشتمل بر سه جلد، انتشارات شرکت سهامی انتشار)
- حقوق مدنی: مسئولیت مدنی محجورین (مطالعه‌ای حقوقی، فلسفی و تطبیقی)، (با همکاری دکتر علیرضا آبین، انتشارات شرکت سهامی انتشار، چاپ اول، ۱۴۰۱).
- مفاهیم و ضوابط جدید در حقوق مدنی (۱۳۵۵)

### ترجمه‌ها
- نهادهای اساسی در حقوق ایالات متحده آمریکا (ترجمه ۱۳۵۰)
- حقوق ایالات متحده آمریکا (ترجمه ۱۳۶۹)
- مباحثی از حقوق بین‌الملل خصوصی (انتشارات میزان)
- نظامهای بزرگ حقوقی معاصر تألیف رنه دیوید (ترجمه با همکاری عزت‌الله عراقی و محمد آشوری) در حوزه جامعه‌شناسی حقوق
- مبانی و اصول مسئولیت مدنی از دیدگاه حقوق تطبیقی تألیف آندره تنک (ترجمه با همکاری سید احسان حسینی، انتشارات شرکت سهامی انتشار، ۱۳۹۸)

### مقالات
- مبانی مسئولیت مدنی پزشک با نگاهی به قانون جدید مجازات اسلامی؛
- اجرای اجباری عین تعهد و تقدم آن بر حق فسخ قرارداد؛
- معاملات هرمی از دیدگاه فقه امامیه و حقوق ایران؛
- وکالت زوجه در طلاق و تفویض حق طلاق به او؛
- ارث کودکان آزمایشگاهی؛
- مطالعهٔ تطبیقی حقوق معنوی پدیدآورندگان آثار ادبی و هنری و دارندگان حقوق مرتبط؛
- کنوانسیون بیع بین‌المللی و مسئلهٔ الحاق ایران به آن
- ارزش اثباتیِ شهادت در حقوق خصوصی؛
- نظریه تضامن در اجرای حق شفعه و ارث خیار؛
- محدودیت‌های مربوط به حقوق مالی بیگانگان در قوانین ایران؛
- مداخله در امور کشورهای دیگر از دیدگاه حقوق بین‌الملل؛
- مفهوم تقصیر سنگین در ارتباط با شرط عدم مسئولیت؛
- قوهٔ قاهره یا فورس ماژور (بررسی اجمالی در حقوق تطبیقی و حقوق بین‌الملل و قراردادهای بازرگانی بین‌المللی)؛
- استناد به استفادهٔ بلاجهات با وجود رابطهٔ قراردادی؛
- تحلیل نمایندگی ناشی از تنفیذ در حقوق انگلیس، اسلام و ایران؛
- تولید مثل مصنوعی با کمک پزشکی و انتقال جنین در حقوق فرانسه و ایران؛
- آکادمی بین‌المللی حقوق تطبیقی و چهاردهمین کنگرهٔ بین‌المللی حقوق تطبیقی؛
- قیمومت شخص حقوقی و «قانون واگذاری قیمومت محجوران تحت پوشش سازمان بهزیستی کشور به سازمان مذکور»؛
- سخنی چند دربارهٔ نوآوری‌ها و نارسایی‌های قانون داوری تجاری بین‌المللی؛
- گزارشی از چهاردهمین کنگره بین‌المللی حقوق تطبیقی؛
- تعیین حقوق حاکم بر ماهیت دعوی در داوری‌های بین‌المللی؛
- حقوق بشر در اسلام و اعلامیه جهانی حقوق بشر؛
- شرح و نقدی بر مادهٔ ۱۲۱۰ اصلاحی قانون مدنی مصوب ۱۳۶۱؛
- یادی از استاد رنه داوید.

### کنفرانس‌ها
- رئیس افتخاری دومین کنگرهٔ سالیانهٔ اخلاق و حقوق باروری[۱۳]
- دبیر علمی «همایش ملی تجلیل از مقام علمی دکتر محمدجعفر جعفری لنگرودی»

## سوابق اجرائی
- از سال ۱۳۴۸ تا ۱۳۵۱: معاون دانشکدهٔ حقوق و علوم سیاسی دانشگاه تهران.
- از سال ۱۳۵۴ تا ۱۳۵۸: معاون مؤسسهٔ حقوق تطبیقی دانشگاه تهران.
- از سال ۱۳۶۷ تا ۱۳۷۱: رئیس دانشکدهٔ حقوق و علوم سیاسی دانشگاه تهران.
- سردبیر فصلنامه علمی تخصصی دانشنامه‌های حقوقی[۴]